# Африн
Африн (на арабски: عفرين; на кюрдски: Efrîn) е град в северозападната част на Сирия, в мухафаза Халеб. Населението му към 2012 година е 54 451 души, предимно кюрди-сунити.

## Население
| 1960 | 1970   | 1981   | 2003   | 2012   |
| ---- | ------ | ------ | ------ | ------ |
| 6330 | 10 074 | 11 914 | 44 121 | 54 451 |